# Щатол
Щатолът е ритуална восъчна свещ при ерзяните (част от местното население на Република Мордовия, Руска федерация), поставяна в  дървен свещник, (наричан джандав), издълбан от твърд ствол на липа и са със стилизирана форма на патица .

## Наименование
Свещите, използвани в ритуалите на ерзяните, се наричат още „ерзянски щатол“ или свещи на предците (на ерзянски: атянь штатол). В превод от ерзянски език думата „щатол“ (штатол) означава „свещ“. 
Думата „щатол“ присъства в „Тълковния речник на живия великоруски език“ от 1863 г. на Владимир Дал.

## Използване и символика
Щатолите символизират живота, почитането на предците и течението на времето. 